# Smuxi
Smuxi is een vrije IRC-client voor Windows, OS X en Linux voor de GNOME-desktopomgeving, geïnspireerd op Irssi. Smuxi ondersteunt daarnaast ook Twitter (via HTTPS) en XMPP (gedeeltelijk, bèta).

## Functies
- Chatten via IRC en XMPP.
- Uitbreidingen (plug-ins of scripts) breiden de mogelijkheden van Smuxi uit (mogelijk sinds versie 0.10).
- Thema's: hiermee kan het uiterlijk worden aangepast.
- Ondersteuning voor SSL, IPv6 en HTTP-/SOCKS-proxy.
- Desktopnotificaties: deze tekstballonnen brengen de gebruiker op de hoogte van bepaalde gebeurtenissen door middel van meldingen.
- Geïntegreerde spellingcontrole.